# Arachnocephalus maritimus
Arachnocephalus maritimus är en insektsart som beskrevs av Henri Saussure 1877. Arachnocephalus maritimus ingår i släktet Arachnocephalus och familjen Mogoplistidae. Inga underarter finns listade i Catalogue of Life.